# じゃんとこい魚津まつり
じゃんとこい魚津まつり（じゃんとこいうおづまつり）は富山県魚津市で、毎年8月の第1金曜日から日曜日の3日間に渡り開催される夏祭りである。

## 概要
1970年（昭和45年）に「魚津観光まつり」として第一回が開催され、1987年（昭和62年）より現在の名称となった。また以前は8月7日から3日間の開催であったが、観光客の増加やたてもんの引廻しのボランティアの確保を目的に、2007年（平成19年）より現在の日程となった。1日目：たてもん祭り、2日目：たてもん祭りと海上花火大会、3日目：ブラスバンドパレード、せり込み蝶六流しなどが行なわれる。なお、「じゃんとこい」は「せり込み蝶六」の囃子ことば（合いの手）であり、「たくさん来てください」という意味も込められている。
たてもん祭りとせり込み蝶六はともに、2006年（平成18年）に、「とやまの文化財百選（とやまの祭り百選部門）」に選定されている。
2020年（令和2年）4月15日、新型コロナウイルス感染症の拡大を受け、関係諸団体はこの年の開催中止を決定した。たてもん祭りの神事のみ行われる。

## たてもん祭り
詳細はたてもん祭りを参照

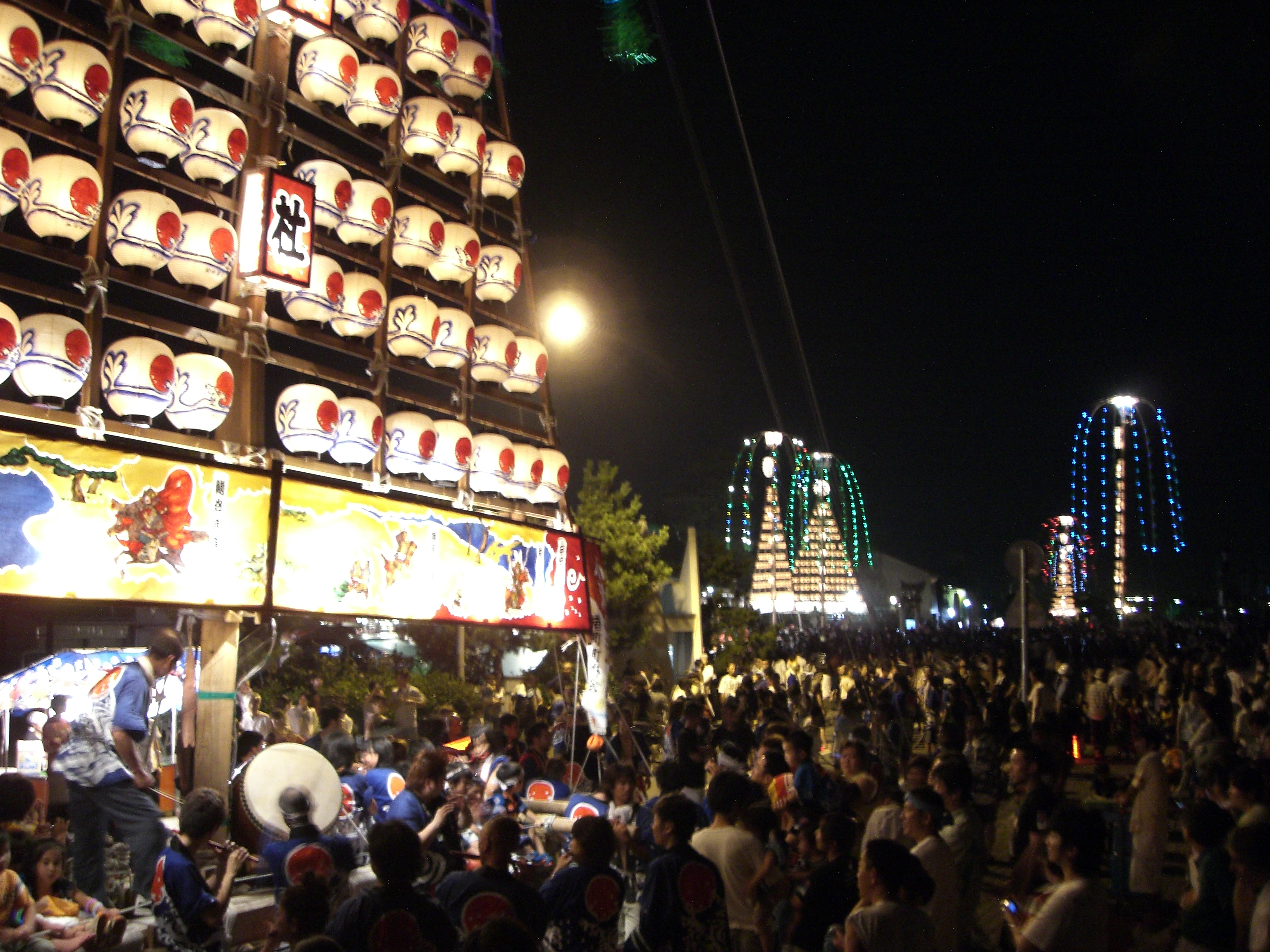
たてもん（国の重要無形民俗文化財）

諏訪神社の夏季祭礼である。第一回魚津観光まつり（後のじゃんとこい魚津まつり）より当イベントのひとつとなった。1997年（平成9年）12月15日に国の重要無形民俗文化財に指定され、2016年（平成28年）12月1日には、ユネスコの無形文化遺産に登録された。

## せり込み蝶六街流し
魚津市の伝統民謡で、1963年（昭和38年）4月1日に魚津市の無形民俗文化財に指定されているせり込み蝶六を、地元住民、地元企業、各種団体のグループ3,000人前後がそれぞれ衣装をこらし、保存会の生唄と生演奏に合わせて市内中心部の22m通りを約3時間に亘って踊り流す（2022年は末広町交差点下 - 魚津漁協前にて18時半から2時間かけて実施）。最後に保存会による唄と踊りが披露される。また踊りの審査があり、後日各賞が発表され表彰される。

## 海上花火大会

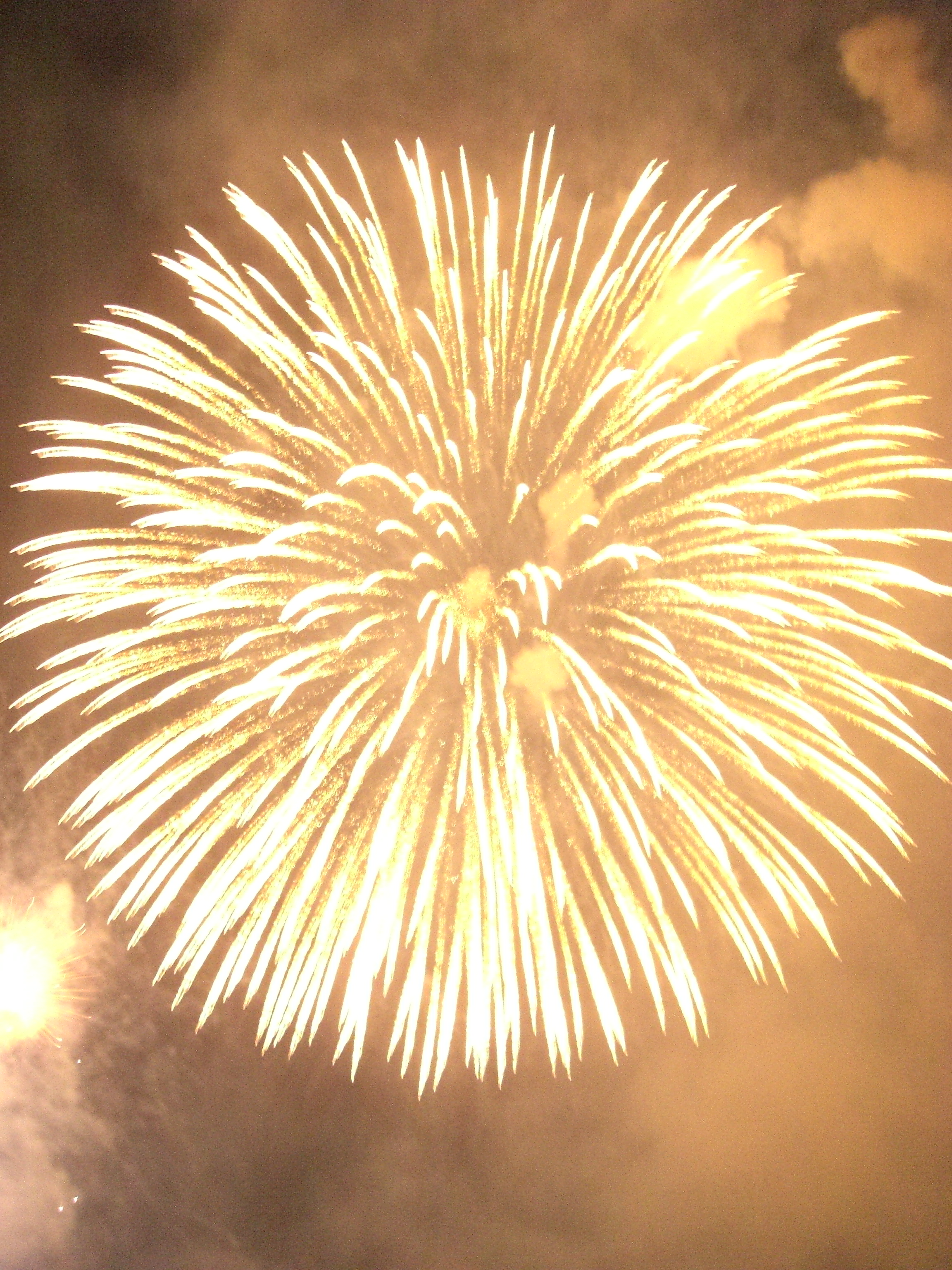
花火

海上花火大会は魚津港沖の台船から打ち上げられる。新川地区最大の2,000発。
起源は魚津町時代から毎年8月25日に行われてきた魚津八幡宮奉納花火大会で、当時は角川の堤防で行われていた。1953年（昭和28年）の市制2年祝賀の花火大会より大規模なものとなり、1955年（昭和30年）の魚津港で打ち上げ予定の大会が日本カーバイド工業魚津工場からの会場変更の要望や危険物貯蔵箇所に近いことなどから中止になったのを経て、1956年（昭和31年）より魚津水族館（当時は大町海岸に所在）裏の海上で実施（1957年から1962年は魚津大火の影響で魚津観光協会主催としての花火大会は中止、代替として魚津八幡宮奉納花火大会を1957年から1962年まで復活実施）。その後1988年（昭和63年）より、現在の魚津港での打ち上げとなった。
2022年は、魚津市制70周年を記念して、約5,000発を8月5日、8月6日の2日間にわたり打ち上げた。2日間に分けたのは、海上からの打ち上げに必要な2台目の台船を手配出来なかったためである。

## その他のイベント
他にも、経田七夕まつり、灯篭流しなども行われる（経田七夕まつりは、祭りの期間に関係なく8月7日に固定されている）。
また、1983年には、青森子供ねぶたも参加していた。